# Le Grand-Lucé
Le Grand-Lucé és un municipi francès situat al departament del Sarthe i a la regió de País del Loira. L'any 2007 tenia 2.040 habitants.

## Demografia

### Població
El 2007 la població de fet de Le Grand-Lucé era de 2.040 persones. Hi havia 800 famílies de les quals 264 eren unipersonals (108 homes vivint sols i 156 dones vivint soles), 304 parelles sense fills, 184 parelles amb fills i 48 famílies monoparentals amb fills.
La població ha evolucionat segons el següent gràfic:
Habitants censats

### Habitatges
El 2007 hi havia 956 habitatges, 811 eren l'habitatge principal de la família, 51 eren segones residències i 94 estaven desocupats. 870 eren cases i 86 eren apartaments. Dels 811 habitatges principals, 515 estaven ocupats pels seus propietaris, 286 estaven llogats i ocupats pels llogaters i 10 estaven cedits a títol gratuït; 12 tenien una cambra, 84 en tenien dues, 219 en tenien tres, 242 en tenien quatre i 254 en tenien cinc o més. 518 habitatges disposaven pel capbaix d'una plaça de pàrquing. A 385 habitatges hi havia un automòbil i a 291 n'hi havia dos o més.

### Piràmide de població
La piràmide de població per edats i sexe el 2009 era:
| Homes | Edats   | Dones |
| ----- | ------- | ----- |
| 8     | 95 o +  | 8     |
| 8     | 90 a 94 | 8     |
| 24    | 85 a 89 | 48    |
| 12    | 80 a 84 | 32    |
| 40    | 75 a 79 | 60    |
| 68    | 70 a 74 | 92    |
| 68    | 65 a 69 | 80    |
| 52    | 60 a 64 | 64    |
| 28    | 55 a 59 | 40    |
| 48    | 50 a 54 | 48    |
| 48    | 45 a 49 | 44    |
| 56    | 40 a 44 | 60    |
| 76    | 35 a 39 | 92    |
| 44    | 30 a 34 | 56    |
| 52    | 25 a 29 | 36    |
| 28    | 20 a 24 | 56    |
| 48    | 15 a 19 | 44    |
| 56    | 10 a 14 | 76    |
| 44    | 5 a 9   | 72    |
| 48    | 0 a 4   | 52    |

## Economia
El 2007 la població en edat de treballar era de 1.102 persones, 749 eren actives i 353 eren inactives. De les 749 persones actives 708 estaven ocupades (368 homes i 340 dones) i 41 estaven aturades (13 homes i 28 dones). De les 353 persones inactives 142 estaven jubilades, 95 estaven estudiant i 116 estaven classificades com a «altres inactius».

### Ingressos
El 2009 a Le Grand-Lucé hi havia 802 unitats fiscals que integraven 1.776,5 persones, la mediana anual d'ingressos fiscals per persona era de 16.020 €.

### Activitats econòmiques
Dels 102 establiments que hi havia el 2007, 1 era d'una empresa extractiva, 3 d'empreses alimentàries, 3 d'empreses de fabricació d'altres productes industrials, 13 d'empreses de construcció, 19 d'empreses de comerç i reparació d'automòbils, 5 d'empreses de transport, 11 d'empreses d'hostatgeria i restauració, 8 d'empreses financeres, 5 d'empreses immobiliàries, 8 d'empreses de serveis, 17 d'entitats de l'administració pública i 9 d'empreses classificades com a «altres activitats de serveis».
Dels 40 establiments de servei als particulars que hi havia el 2009, 1 era una oficina d'administració d'Hisenda pública, 1 gendarmeria, 1 oficina de correu, 4 oficines bancàries, 3 funeràries, 5 tallers de reparació d'automòbils i de material agrícola, 1 taller d'inspecció tècnica de vehicles, 1 autoescola, 2 paletes, 2 guixaires pintors, 4 fusteries, 1 lampisteria, 1 electricista, 1 empresa de construcció, 3 perruqueries, 2 veterinaris, 3 restaurants, 3 agències immobiliàries i 1 saló de bellesa.
Dels 11 establiments comercials que hi havia el 2009, 2 eren botigues de més de 120 m², 2 fleques, 2 carnisseries, 1 una llibreria, 1 una botiga de roba, 1 un drogueria, 1 una joieria i 1 una floristeria.
L'any 2000 a Le Grand-Lucé hi havia 41 explotacions agrícoles que ocupaven un total de 1.584 hectàrees.

## Equipaments sanitaris i escolars
El 2009 hi havia 1 hospital de tractaments de curta durada, 1 hospital de tractaments de mitja durada (seguiment i rehabilitació), 1 farmàcia i 2 ambulàncies.
El 2009 hi havia 1 escola maternal i 1 escola elemental. Le Grand-Lucé disposava d'un col·legi d'educació secundària amb 275 alumnes.

## Poblacions més properes
El següent diagrama mostra les poblacions més properes.